# География на Иран
Иран е държава в Западна Азия, заемаща източните части на Предноазиатските планини. На запад граничи с Ирак (дължина на границата 1515 km), на северозапад с Турция 454 km, Армения 43 km  и Азербайджан 592 km, на север с Туркменистан 1080 km, на изток с Афганистан 855 km и на югоизток с Пакистан 905 km. Обща дължина на сухоземните граници 5444 km. На юг има 1795 km брегова линия с Персийския и Оманския залив на Арабско море, а на север 315 km брегова линия с Каспийско море. Обща дължина на бреговата ивица 2110 km. В тези си граници Иран заема площ от 1 648 195 km². От северозапад на югоизток се простира на 2250 km, а от североизток на югозапад на 1310 km. Население на 1.1.2019 г. 83 180 000 души. Столица град Техеран.
Територията на Ира4 се простира между 25°04′ и 39°47′ с.ш. и между 44°02′ и 63°20′и.д. Крайните точки на страната са следните:
- крайна северна точка – (39°46′53″ с. ш. 44°36′47″ и. д. / 39.781389° с. ш. 44.613056° и. д.), на границата с Турция.
- крайна южна точка – (25°03′33″ с. ш. 61°25′13″ и. д. / 25.059167° с. ш. 61.420278° и. д.), нос Фасте, на брега на Арабско море.
- крайна западна точка – (39°22′10″ с. ш. 44°01′57″ и. д. / 39.369444° с. ш. 44.0325° и. д.), на границата с Турция.
- крайна източна точка – (27°07′06″ с. ш. 63°20′00″ и. д. / 27.118333° с. ш. 63.333333° и. д.), на границата с Пакистан.[2]

## Природа

### Географско положение, брегове
Иран е разположен в източните райони на Предноазиатските планини, като заема голями участъци от западните райони на Иранската планинска земя и югоизточните части на Арменската планинска земя. Общата дължина на бреговата линия на страната е 2110 km. Иранското крайбрежие на Каспийско море е низинно с множество пясъчни коси (Меанкале и др.), а бреговете на Персийския и Оманския заливи на Арабско море са предимно ниски, обрасли с мангрова растителност.

### Релеф
Над половината от територията на Иран е заета от планини. Характерна особеност на релефа е редуването на средновисоки планини, над които се извисяват вулкански конуси, с разделящите ги широки междупланински падини. По периферията на Иранската планинска земя са разположени Североиранските, Източноиранските и Южноиранските планини. В състава на Североиранските планини се открояват планината Елбурс с най-високата точка на Иран връх Дамаванд 5604 m и Туркмено-Хорасанските планини, които се разделят на две части от Кучано-Мешхедския дол. Северната част на Туркмено-Хорасанските планини – планината Копетдаг (връх Хезармешхед 3117 m), частично се намира в пределите на Туркменистан, а южната част образува Нишапурските планини (връх Кенгзошк 3314 m). Източноиранските планини (максимална височина вулкана Тефтан 4042 m) образуват няколко кулисообразно разположени, предимно средновисоки планински вериги. Южноиранските планини включват планините Загрос (връх Зердкух 4548 m) и Мекранските планини (връх Кухран 2260 m). Паралелно на планината Загрос във вътрешните райони на Иран се простират Средноиранските планини – планината Кухруд (връх Хезар 4420 m). Между всички тези планини на височина 1000-2000 m лежи Вътрешното Иранско плато с отделно стърчащи островни масиви и затворени падини. На запад, в пределите на Арменската планинска земя се издигат угасналите вулкани Себелан (4821 m) и Сехенд с връх Херемдаг (3707 m). По северозападната граница на Иран с Турция се простира Кюрдистанския хребет (3676 m). Във Вътрешното Ирански плато се открояват обширни безотточни пустинни падини Деще Кевир, Деще Лут, Джазмуриан, а по границата с Афганистан – падините Систан, Немекзар и др. По северното подножие на планината Елбурс се простира тясна ивица от Южнокаспийската низина, на северозапад в пределите на страната попада част от Куро-Аракската низина, а на североизток – Горганската низина. Покрай южното крайбрежие на страната е разположена пустинната равнина Гермсир (Гермезир), а на югозапад – попадат части от Месопотамската низина (Хузистанска равнина).

### Геоложки строеж, полезни изкопаеми
Територията на Иран е разположена предимно в пределите на Алпийската геосинклинална (нагъната) област. Древните метаморфни скали образуват байкалския фундамент, върху който заляга дислоцирания през алпийската орогенеза палеозойско-триасов платформен чехъл, изграден от плитководни морски, лагунни и континентални наслаги. През пермския период на северозапад се е обособило Загроското огъване, запълнено с мощни серии, залягащи съгласувано с морски мезозойски и кайнозойски седименти. От края на късния триас на територията на Иран започва развитието на алпийския етап, характеризиращ се с няколко фази на нагъвания (през кредата, еоцена и олигоцена) със съпътстващи интрузии, локални метаморфози и вулканична дейност. В края на триаса и началото на юрата са се наслагали въгленосни пластове, а в средата и края на юрата – варовици и евапорити. През кредата и ранния палеоген са се отложили мергели и рифови варовици, а покрай разломите възникват огъвания с интензивно натрупване на сложно дислоцирани варовиково-силициеви и вулканични скали и внедряването на серпентинизирани ултраосновни магматити. През еоцена в централните части на Иран и по южните склонове на Елбурс има интензивен вулканизъм. През олигоцена започва формирането на основните падини и натрупването на моласа. В крайните северни части възниква Пределбурското моласово огъване, откриващо на повърхността в Южнокаспийската падина. През неогена и антропогена покрай разломите се образуват големите вулкани Дамаванд, Сехенд и Себелан.
Иран е богат на нефт (запаси около 7,5 млрд. т) и газ (над 6000 млрд. m³), като крупните находища са свързани със Загроското огъване. Залежите на каменни въглища са свързани главно с долно- и средноюрските наслаги и са привързани към Елбурс и централните части на Иран. Има също железни (560 млн. т) и хромови (60 млн. т) руди, редки елементи, полиметални и медни руди, боксити, сяра, антимон, барит. Огромните залежи от каменна сол са свързани с неогеновите седименти.

### Климат
В по-голямата част от територията на Иран климатът е субтропичен, континентален, с горещо лято, студена зима на север и топла на юг. По крайбрежието на Персийския и Оманския заливи климатът е тропичен, горещ. Средната януарска температура в Техеран е 2°С, а в Джаск (на брега на Оманския залив) 19,4°С. Средната юлска съответно 29,4°С и 32,5°С. Годишната сума на валежите обичайно не превишава 500 mm и нараства до 2000 mm по склоновете на Елбурс и в Южнокаспийската низина, където сухите субтропици се заместват от полувлажни. Валежите са характерни главно за студеното полугодие. Най-сухите места се явяват източните райони на страната , като в падината Систан годишната сума на валежите е едва 50-60 mm. Земеделието във вътрешните райони е възможно само чрез напояване.

### Води
Иран е маловодна страна. Най-големите реки Карун 890 km, Керхе 870 km, Сефидруд 720 km, Атрек 669* km, Дез 515 km, Аракс, Теджен (Херируд), Хелманд, Шат ал-Араб и др. протичат по периферните райони на страната. Във вътрешните части няма значителни реки. Единствената плавателна река е Карун. В мчеждупланинските падини са разположени няколко големи безотточни езера – Хамун 5346* km², Урмия (Резайе) 5200 km², Джазмуриан 2800 km², Дерячейе Немек 1560 km², Бахтеган 1500 km², Намакзар 800* km² и др. Много от тях през лятото пресъхват и се превръщат в солени пустини или солончакови каши. За напоаването на земеделските култури са изградени множество изкусвени водоеми, но широко се използват и подземните води, като съществува широка мрежа от извори (кирязи) и кладенци.

### Почви, растителност, животински свят
В низините и междупланинските равнини е развита предимно рядка дребнохрастова пустинна растителност върху чакълести сивоземни почви, а понижените части на релефа са заети от солончаци. В планините във вътрешните райони преобладава ксерофитната степна растителност върху планински канелени почви. По северните склонове на Елбурс виреят широколистни гори съставени от бук, габър, кестенов дъб, желязно дърво и други видове върху кафяви горски почви. В планината Загрос е развита горска ксерофитна растителност. Горите заемат 7% от територията на страната. Южните райони на Иран са покрити предимно с растителност от саванен тип с редки горички от акация, прозопис, зърника и подлес от млечна и тревиста растителност, всичко това развито върху червеноземни тропически почви. В понижените части на релефа и по долините на реките са разпространени ливадна и халофитна растителност върху алувиални, понякога солончакови почви.
Фауната на Иран наброява около 100 вида бозайници, около 400 вида птици и около 80 вида влечуги. В пустините и полупустините преобладават гризачите и влечугите. За планините и предпланинските вътрешни райони са обичайни планинския козел и овен, вълк, лисица корсак, хиена, леопард, а в планините на север се срещат кафява мечка, дива свиня, благороден елен, сърна. В тропическите райони на юг и югоизток обитават плодояден прилеп, мангуста, хамелеон и др. В страната има множество ендемични видове. Моретата на Иран са богати на риба. В Каспийско море промишлено значение емат есетрата, белугата и пъстругата, а в Персийския залив – селдата и добива на перли.

### Природни райони
В зависимост от релефа, геоложкия строеж, климата, водите и растителността територията на Иран се поделя на 7 природни района:
- Североирански район – планински район с най-голямо овлажняване, със сложно съчетание от полувлажни субтропични (хиркански) и пустинно-степни ландшафти.
- Планини в Югозападен Иран – със сухи субтропични горски и храстови ландшафти.
- Пустинни планини в Източен Иран – най-сухия район на страната, в значителна степен лишен от растителна покривка.
- Вътрешната част на Иранската планинска земя – със засолени междупланински падини и пустинни равнини.
- Южноирански планини – с развитие на „лоши земи“ и пустинни ландшафти с оскъдна дървесно-храстова растителност.
- Приморски низини в Южен Иран – с преобладаване на тропическите пустини.
- Низинни равнини в Северен Иран – с широко разпространение на ливадно-солончакови ландшафти.[1]